# Temaikèn
Biopark Temaikèn je zoološki vrt koji se nalazi u gradu Belén de Escobar u blizini Buenos Airesa. Temaikèn je jedini muzej u Argentini koji ima ASA akreditaciju američke "Udruge zooloških vrtova i akvarija". Ime zoološkog vrta dolazi od termina term (zemlja) i aiken (život), a te riječi potječu iz materinjeg jezika plemena Tehuelche. 
Zoološki vrt prositre se na nešto više od 72 hektra, a specijalizirao se za domaće argentinske divlje životinje te egzotične i ugrožene vrste. Fundacija Temaikèn osim ovog vrta posjeduje i vlastiti konzervatorij za divlje životinje. Fundacija također ima određene programe za zaštitu ekosistema oko rijeke Parane.
Zoološki vrt ima četiri sektora: Azija, Afrika, Južna Amerika i Akvarij. Neke od životinja koje zoo vrt ima su: morski psi, pingvini, kornjače i dr.